# 바르소

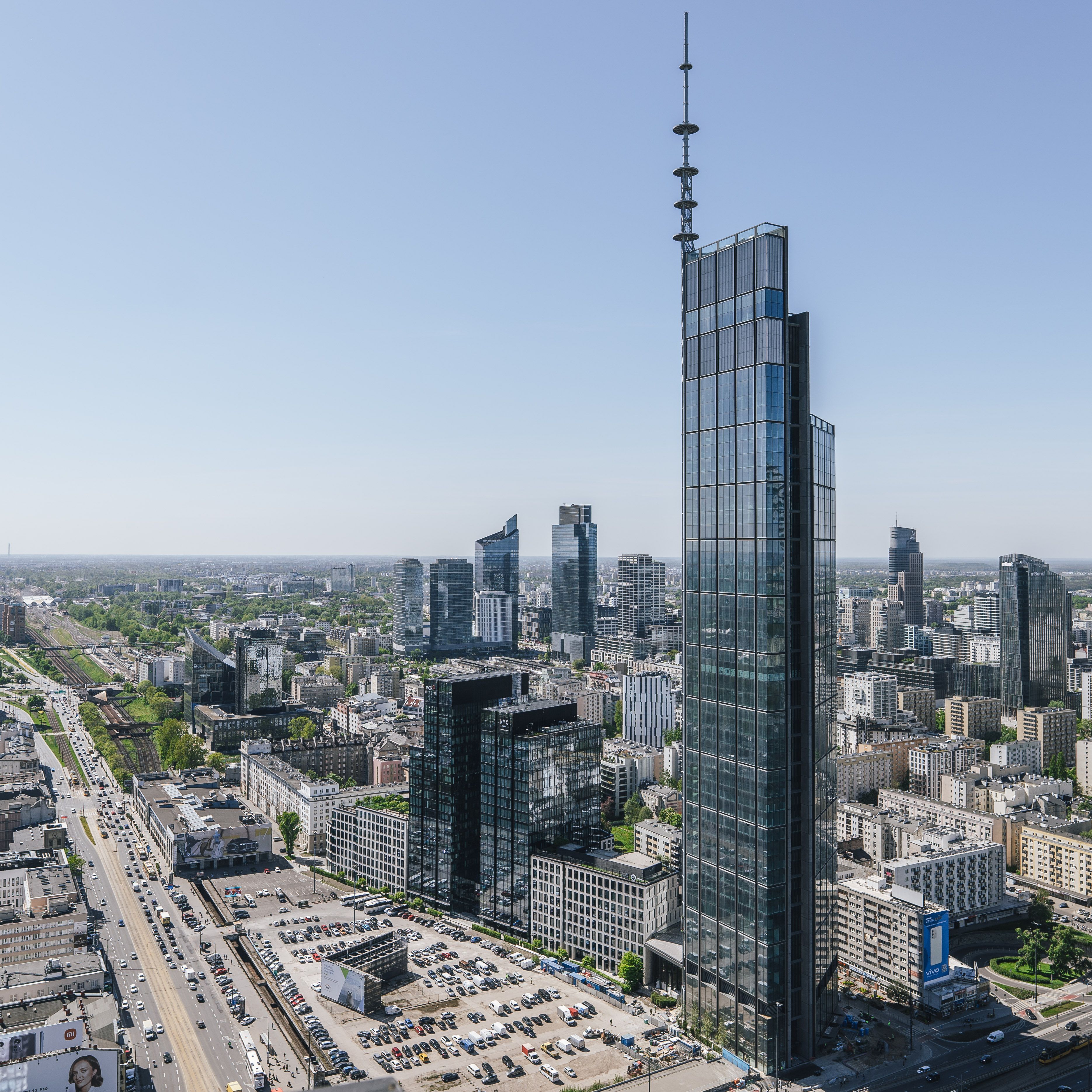
바르소

바르소(폴란드어: Varso)는 폴란드 바르샤바에 있는 네오모던 양식의 오피스 단지다. 포스터 앤드 파트너스에서 설계하고 HB 레아비스에서 개발했다. 이 단지는 3개의 건물로 구성되어 있다. 주요 건물인 바르소 타워(Varso Tower)는 폴란드에서 가장 높은 건물이자 유럽 연합에서 가장 높은 건물이다. 높이가 310m(1,020피트)로 유럽에서 6번째로 높은 건물이다. 2021년 2월에 꼭대기가 완성되어 2022년 9월에 완공되었으며, 전망대는 2025년 여름에 개장할 예정이다.